# 2010-es NFL-szezon
A National Football League 2010-es szezonja a 91. szezon a professzionális amerikaifutball-ligában, az Amerikai Egyesült Államokban. Az alapszakasz 2010. szeptember 9-én kezdődött, a szezont pedig a Super Bowl XLV zárta 2011. február 6-án, amelyen a Green Bay Packers és a Pittsburgh Steelers mérkőzött.
A Super Bowl-t a Green Bay nyerte 31–25-re.

## Menetrend
Az NFL alapszakasz ütemterve főcsoporton belül és kívül a 2010-es évre:
Főcsoporton belül
- AFC East vs. AFC North
- AFC West vs. AFC South
- NFC East vs. NFC North
- NFC West vs. NFC South

Főcsoportok között
- AFC East vs. NFC North
- AFC West vs. NFC West
- AFC North vs. NFC South
- AFC South vs. NFC East

## Alapszakasz
| Színmagyarázat                                                       |
| -------------------------------------------------------------------- |
| A rájátszásba jutott csapatok (a rájátszásbeli kiemelés zárójelben). |

| AFC East                 |    |    |   |      |     |     |
| Csapat                   | Gy | V  | D | %    | P+  | P–  |
| (1) New England Patriots | 14 | 2  | 0 | .875 | 518 | 313 |
| (6) New York Jets        | 11 | 5  | 0 | .688 | 367 | 304 |
| Miami Dolphins           | 7  | 9  | 0 | .438 | 275 | 332 |
| Buffalo Bills            | 4  | 12 | 0 | .250 | 283 | 425 |
| AFC North                |    |    |   |      |     |     |
| Csapat                   | Gy | V  | D | %    | P+  | P–  |
| (2) Pittsburgh Steelers  | 12 | 4  | 0 | .750 | 375 | 232 |
| (5) Baltimore Ravens     | 12 | 4  | 0 | .750 | 357 | 270 |
| Cleveland Browns         | 5  | 11 | 0 | .313 | 271 | 332 |
| Cincinnati Bengals       | 4  | 12 | 0 | .250 | 322 | 395 |
| AFC South                |    |    |   |      |     |     |
| Csapat                   | Gy | V  | D | %    | P+  | P–  |
| (3) Indianapolis Colts   | 10 | 6  | 0 | .625 | 445 | 388 |
| Jacksonville Jaguars     | 8  | 8  | 0 | .500 | 351 | 419 |
| Houston Texans           | 6  | 10 | 0 | .375 | 390 | 427 |
| Tennessee Titans         | 6  | 10 | 0 | .375 | 356 | 339 |
| AFC West                 |    |    |   |      |     |     |
| Csapat                   | Gy | V  | D | %    | P+  | P–  |
| (4) Kansas City Chiefs   | 10 | 6  | 0 | .625 | 366 | 326 |
| San Diego Chargers       | 9  | 7  | 0 | .563 | 441 | 319 |
| Oakland Raiders          | 8  | 8  | 0 | .500 | 410 | 371 |
| Denver Broncos           | 4  | 12 | 0 | .250 | 344 | 471 |

| NFC East                |    |    |   |      |     |     |
| Csapat                  | Gy | V  | D | %    | P+  | P–  |
| (3) Philadelphia Eagles | 10 | 6  | 0 | .625 | 439 | 377 |
| New York Giants         | 10 | 6  | 0 | .625 | 404 | 347 |
| Dallas Cowboys          | 6  | 10 | 0 | .375 | 394 | 436 |
| Washington Redskins     | 6  | 10 | 0 | .375 | 303 | 377 |
| NFC North               |    |    |   |      |     |     |
| Csapat                  | Gy | V  | D | %    | P+  | P–  |
| (2) Chicago Bears       | 11 | 5  | 0 | .688 | 334 | 286 |
| (6) Green Bay Packers   | 10 | 6  | 0 | .625 | 388 | 240 |
| Detroit Lions           | 6  | 10 | 0 | .375 | 362 | 369 |
| Minnesota Vikings       | 6  | 10 | 0 | .375 | 281 | 348 |
| NFC South               |    |    |   |      |     |     |
| Csapat                  | Gy | V  | D | %    | P+  | P–  |
| (1) Atlanta Falcons     | 13 | 3  | 0 | .813 | 414 | 288 |
| (5) New Orleans Saints  | 11 | 5  | 0 | .688 | 384 | 307 |
| Tampa Bay Buccaneers    | 10 | 6  | 0 | .625 | 343 | 318 |
| Carolina Panthers       | 2  | 14 | 0 | .125 | 196 | 408 |
| NFC West                |    |    |   |      |     |     |
| Csapat                  | Gy | V  | D | %    | P+  | P–  |
| (4) Seattle Seahawks    | 7  | 9  | 0 | .438 | 311 | 407 |
| St. Louis Rams          | 7  | 9  | 0 | .438 | 289 | 328 |
| San Francisco 49ers     | 6  | 10 | 0 | .375 | 305 | 346 |
| Arizona Cardinals       | 5  | 11 | 0 | .313 | 289 | 434 |

Döntetlenre végzők
1. ↑  A Pittsburgh végzett az AFC North csoport élén jobb csoport mutató alapján (5–1, a Baltimoré 4–2).
2. ↑  Az Indianapolis lett az AFC 3. kiemeltje, a Kasas City előtt az egymás elleni eredmény alapján.
3. ↑  A Houston a Tennessee előtt végzett az AFC South csoportban a jobb csoport mutató alapján (3–3, Tennessee 2–4).
4. ↑  A Philadelphia nyerte az NFC East csoportot, a New York-kal szembeni jobb egymás elleni eredmények miatt.
5. ↑  A Dallas a Washington előtt végzett az NFC East csoportban, a jobb csoport mutató alapján (3–3, Washingtoné 2–4).
6. ↑  A Green Bay lett az NFC 6. kiemeltje a legyőzött ellenfelek erősorrendje alapján (48,6%, a NY Giants 40%, Tamba Bay 36,8%).
7. ↑  A Detroit a Minnesota előtt végzett az AFC North csoportban a jobb csoport mutató alapján (2–4, a Minnesotának 1-5).
8. ↑  A Seattle végzett az első helyen az NFC West csoportban a jobb csoport mutató alapján (4–2, a St.Louisnak 3-3).

## Rájátszás
| Rájátszás kiemeltek |                                     |                                    |
| Kiemelés            | AFC                                 | NFC                                |
| 1                   | New England Patriots (East győztes) | Atlanta Falcons (South győztes)    |
| 2                   | Pittsburgh Steelers (North győztes) | Chicago Bears (North győztes)      |
| 3                   | Indianapolis Colts (South győztes)  | Philadelphia Eagles (East győztes) |
| 4                   | Kansas City Chiefs (West győztes)   | Seattle Seahawks (West győztes)    |
| 5                   | Baltimore Ravens                    | New Orleans Saints                 |
| 6                   | New York Jets                       | Green Bay Packers                  |

|  |                                     |                                     |                                     |                               |                               |                               |                            |                            |   |            |                            |                            |                            |  |  |                             |                             |                             |
|  | január 9. – Arrowhead Stadion       | január 9. – Arrowhead Stadion       | január 9. – Arrowhead Stadion       |                               |                               | január 15. – Heinz Field      | január 15. – Heinz Field   | január 15. – Heinz Field   |   |            |                            |                            |                            |  |  |                             |                             |                             |
|  | január 9. – Arrowhead Stadion       | január 9. – Arrowhead Stadion       | január 9. – Arrowhead Stadion       |                               |                               | január 15. – Heinz Field      | január 15. – Heinz Field   | január 15. – Heinz Field   |   |            |                            |                            |                            |  |  |                             |                             |                             |
|  | 5                                   | Baltimore                           | 30                                  |                               |                               | 5                             | Baltimore                  | 24                         |   |            |                            |                            |                            |  |  |                             |                             |                             |
|  | 4                                   | Kansas City                         | 7                                   |                               |                               | 2                             | Pittsburgh                 | 31                         |   |            | január 23. – Heinz Field   | január 23. – Heinz Field   | január 23. – Heinz Field   |  |  |                             |                             |                             |
|  |                                     |                                     |                                     | AFC                           |                               |                               |                            |                            |   |            | január 23. – Heinz Field   | január 23. – Heinz Field   | január 23. – Heinz Field   |  |  |                             |                             |                             |
|  |                                     |                                     |                                     |                               |                               |                               |                            |                            | 6 | N.Y. Jets  | 19                         |                            |                            |  |  |                             |                             |                             |
|  | január 8. – Lucas Oil Stadium       | január 8. – Lucas Oil Stadium       | január 8. – Lucas Oil Stadium       | január 16. – Gillette Stadion | január 16. – Gillette Stadion | január 16. – Gillette Stadion |                            |                            | 2 | Pittsburgh | 24                         |                            |                            |  |  |                             |                             |                             |
|  | január 8. – Lucas Oil Stadium       | január 8. – Lucas Oil Stadium       | január 8. – Lucas Oil Stadium       | január 16. – Gillette Stadion | január 16. – Gillette Stadion | január 16. – Gillette Stadion | AFC főcsoportdöntő         |                            |   |            |                            |                            |                            |  |  |                             |                             |                             |
|  | 6                                   | N.Y. Jets                           | 17                                  | 6                             | N.Y. Jets                     | 28                            |                            |                            |   |            |                            |                            |                            |  |  |                             |                             |                             |
|  | 3                                   | Indianapolis                        | 16                                  |                               |                               | 1                             | New England                | 21                         |   |            |                            |                            |                            |  |  | február 6 - Cowboys Stadium | február 6 - Cowboys Stadium | február 6 - Cowboys Stadium |
|  | Wild card-forduló                   | Wild card-forduló                   | Wild card-forduló                   |                               |                               | Főcsoport-elődöntő            | Főcsoport-elődöntő         | Főcsoport-elődöntő         |   |            |                            |                            |                            |  |  | február 6 - Cowboys Stadium | február 6 - Cowboys Stadium | február 6 - Cowboys Stadium |
|  |                                     |                                     |                                     |                               |                               |                               |                            |                            |   |            |                            |                            |                            |  |  | 2                           | Pittsburgh                  | 25                          |
|  | január 8. – Qwest Field             | január 8. – Qwest Field             | január 8. – Qwest Field             |                               |                               | január 16. – Soldier Field    | január 16. – Soldier Field | január 16. – Soldier Field |   |            |                            |                            |                            |  |  | 6                           | Green Bay                   | 31                          |
|  | január 8. – Qwest Field             | január 8. – Qwest Field             | január 8. – Qwest Field             | Super Bowl XLV                |                               | január 16. – Soldier Field    | január 16. – Soldier Field | január 16. – Soldier Field |   |            |                            |                            |                            |  |  |                             |                             |                             |
|  | 5                                   | New Orleans                         | 36                                  |                               |                               | 4                             | Seattle                    | 24                         |   |            |                            |                            |                            |  |  |                             |                             |                             |
|  | 4                                   | Seattle                             | 41                                  |                               |                               | 2                             | Chicago                    | 35                         |   |            | január 23. – Soldier Field | január 23. – Soldier Field | január 23. – Soldier Field |  |  |                             |                             |                             |
|  |                                     |                                     |                                     | NFC                           |                               |                               |                            |                            |   |            | január 23. – Soldier Field | január 23. – Soldier Field | január 23. – Soldier Field |  |  |                             |                             |                             |
|  |                                     |                                     |                                     |                               |                               |                               |                            |                            | 6 | Green Bay  | 21                         |                            |                            |  |  |                             |                             |                             |
|  | január 9. – Lincoln Financial Field | január 9. – Lincoln Financial Field | január 9. – Lincoln Financial Field | január 15. – Georgia Dome     | január 15. – Georgia Dome     | január 15. – Georgia Dome     |                            |                            | 2 | Chicago    | 14                         |                            |                            |  |  |                             |                             |                             |
|  | január 9. – Lincoln Financial Field | január 9. – Lincoln Financial Field | január 9. – Lincoln Financial Field | január 15. – Georgia Dome     | január 15. – Georgia Dome     | január 15. – Georgia Dome     | NFC főcsoportdöntő         |                            |   |            |                            |                            |                            |  |  |                             |                             |                             |
|  | 6                                   | Green Bay                           | 21                                  | 6                             | Green Bay                     | 48                            |                            |                            |   |            |                            |                            |                            |  |  |                             |                             |                             |
|  | 3                                   | Philadelphia                        | 16                                  |                               |                               | 1                             | Atlanta                    | 21                         |   |            |                            |                            |                            |  |  |                             |                             |                             |

## Edzőváltások

### A szezon előtt
| Csapat              | Korábbi 2009-es edző                                        | Új edző                                                       |
| ------------------- | ----------------------------------------------------------- | ------------------------------------------------------------- |
| Buffalo Bills       | Perry Fewell, a szezon utolsó 7 meccsén volt megbízott edző | Chan Gailey, korábbi vezetőedző, Dallas Cowboys, Georgia Tech |
| Washington Redskins | Jim Zorn, kirúgták                                          | Mike Shanahan, korábbi vezetőedző, Denver Broncos             |
| Seattle Seahawks    | Jim L. Mora, kirúgták                                       | Pete Carroll, korábbi vezetőedző, USC                         |

### Szezon közben
| Csapat              | Korábbi edző                         | Új edző                                           |
| ------------------- | ------------------------------------ | ------------------------------------------------- |
| Dallas Cowboys      | Wade Phillips, nov. 8-án kirúgták    | Jason Garrett, offensive koordinátor és segédedző |
| Minnesota Vikings   | Brad Childress, nov. 22-én kirúgták  | Leslie Frazier, segédedző                         |
| Denver Broncos      | Josh McDaniels, dec. 5-én kirúgták   | Eric Studesville, running back edző               |
| San Francisco 49ers | Mike Singletary, dec. 26-án kirúgták | Jim Tomsula, defensive line edző                  |

## Alapszakasz statisztikáinak vezetői
| Csapat                             | Csapat                                                                                      |
| ---------------------------------- | ------------------------------------------------------------------------------------------- |
| Legtöbb pont szerzése              | New England Patriots (518)                                                                  |
| Összes nyert yard                  | San Diego Chargers (6 329)                                                                  |
| Futott yardok                      | Kansas City Chiefs (2 627)                                                                  |
| Passzolt yardok                    | Indianapolis Colts (4 609)                                                                  |
| Legkevesebb pont engedése          | Pittsburgh Steelers (232)                                                                   |
| Legkevesebb összes yard engedése   | San Diego Chargers (4 345)                                                                  |
| Legkevesebb futott yard engedése   | Pittsburgh Steelers (1 004)                                                                 |
| Legkevesebb passzolt yard engedése | San Diego Chargers (2 845)                                                                  |
| Egyéni                             |                                                                                             |
| Pontszerzés                        | David Akers, Philadelphia Eagles (143 pont)                                                 |
| Touchdown                          | Arian Foster, Houston Texans (18 TD)                                                        |
| Legtöbb field goal                 | Josh Brown, St. Louis Rams és Sebastian Janikowski, Oakland Raiders (33 FG)                 |
| Futás                              | Arian Foster, Houston Texans (1 616 yard)                                                   |
| Passzoló mutatója                  | Tom Brady, New England (111,0)                                                              |
| Passzolt touchdown                 | Tom Brady, New England (36 TD)                                                              |
| Passzolt yard                      | Philip Rivers, San Diego Chargers (4 710 yard)                                              |
| Passz elkapás                      | Roddy White, Atlanta Falcons (115 elkapás)                                                  |
| Passz elkapás yard                 | Brandon Lloyd, Denver Broncos (1 448 yard)                                                  |
| Punt visszahordás                  | Devin Hester, Chicago (33 visszahordás 564 yardra, 17,1 átlagos yard)                       |
| Kickoff visszahordás               | LaRod Stephens-Howling, Arizona Cardinals (57 visszahordás 1 548 yardra, 27,2 átlagos yard) |
| Interception                       | Ed Reed, Baltimore Ravens (8)                                                               |
| Puntolás                           | Donnie Jones, St. Louis Rams (94 punt 4 276 yardra, 45,5 átlagos yard)                      |
| Sack                               | DeMarcus Ware, Dallas Cowboys (15,5)                                                        |

## Díjak
| Legértékesebb Játékos               | Tom Brady, QB, New England Patriots    |
| Az Év Edzője                        | Bill Belichick, New England Patriots   |
| Az Év Támadó Játékosa               | Tom Brady, QB, New England Patriots    |
| Az Év Védő Játékosa                 | Troy Polamalu, SF, Pittsburgh Steelers |
| Az Év Támadó Újonc Játékosa         | Sam Bradford, QB, St. Louis Rams       |
| Az Év Védekező Újonc Játékosa       | Ndamukong Suh, DT, Detroit Lions       |
| NFL Az Év Visszatérője              | Michael Vick, QB, Philadelphia Eagles  |
| A Super Bowl Legértékesebb Játékosa | Aaron Rodgers, QB, Green Bay Packers   |

All-Pro Team
| Offense          | Offense                                                                            |
| ---------------- | ---------------------------------------------------------------------------------- |
| Quarterback      | Tom Brady, New England                                                             |
| Running back     | Arian Foster, Houston Jamaal Charles, Kansas City Maurice Jones-Drew, Jacksonville |
| Fullback         | Vonta Leach, Houston                                                               |
| Wide receiver    | Roddy White, Atlanta Reggie Wayne, Indianapolis Andre Johnson, Houston             |
| Tight end        | Jason Witten, Dallas                                                               |
| Offensive tackle | Joe Thomas, Cleveland Jake Long, Miami                                             |
| Offensive guard  | Jahri Evans, New Orleans Logan Mankins, New England Chris Snee, New York Giants    |
| Center           | Nick Mangold, New York Jets                                                        |

| Defense            | Defense |
| ------------------ | --- |
| Defensive end      | Julius Peppers, Chicago John Abraham, Atlanta Justin Tuck, New York Giants                                     |
| Defensive tackle   | Haloti Ngata, Baltimore Ndamukong Suh, Detroit                                                                 |
| Outside linebacker | Clay Matthews III, Green Bay James Harrison, Pittsburgh Cameron Wake, Miami                                    |
| Inside linebacker  | Jerod Mayo, New England Patrick Willis, San Francisco                                                          |
| Cornerback         | Darrelle Revis, New York Jets Nnamdi Asomugha, Oakland Asante Samuel, Philadelphia Devin McCourty, New England |
| Safety             | Troy Polamalu, Pittsburgh Ed Reed, Baltimore                                                                   |

| Kicker        | Billy Cundiff, Baltimore David Akers, Philadelphia |
| Punter        | Shane Lechler, Oakland                             |
| Kick returner | Devin Hester, Chicago Leon Washington, Seattle     |
| Punt returner | Devin Hester, Chicago                              |
| Special teams | Eric Weems, Atlanta                                |